# Slotts
Slotts AB (Slotts Industrier), var ett livsmedelsföretag i Uppsala bildat 1919 som AB Upsala Ättiksfabrik. Företaget ingick under många år i entreprenörfamiljen Edlunds imperium där även AB Upsala Valskvarn och AB Upsala Sidenväverier ingick. Sedan 1996 är Slotts endast ett varumärke, och fabriken i Uppsala ingick vid slutet i Unilever Bestfoods AB. Fabriken i Uppsala var under avveckling sedan hösten 2007 då senap och ketchupstillverkningen enligt beslut skulle flyttas till Polen. Onsdagen den 26 mars 2008 lämnade den sista senapen och ketchupen bandet vid fabriken i Uppsala.

## Historia

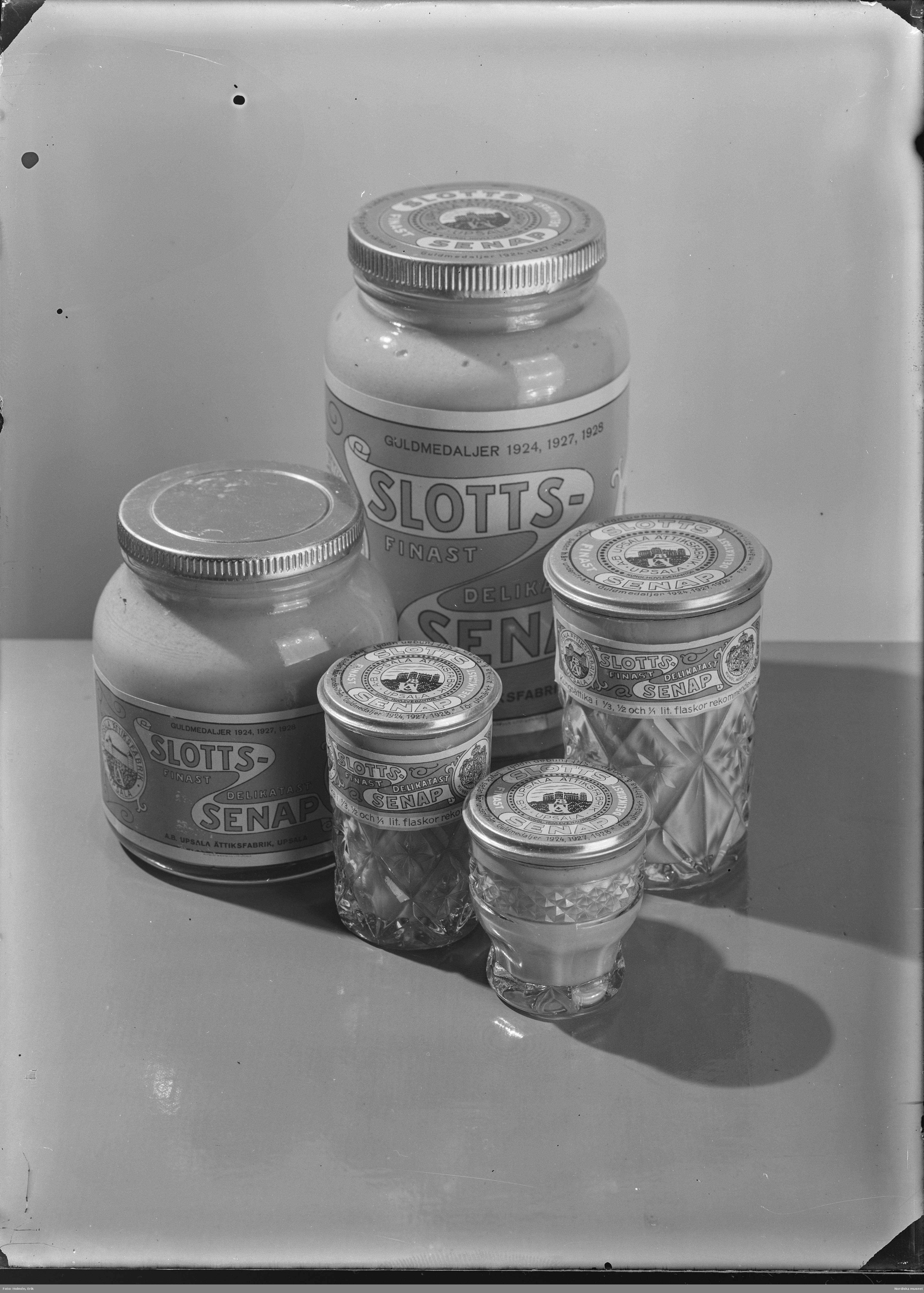
Slotts senap. Produktfoto från NK 1933.

AB Upsala Ättiksfabrik bildades 1919 av Martin Edlund och Carl Johan Wiksell genom att Holmgrens Ättiksfabrik (grundad 1885) inköptes. 1920 kunde man flytta i nya fabrikslokalerna vid S:t Persgatan i Uppsala. Tillverkningen bestod av "Kungsättika", en produkt som man övertagit från Holmgrens Ättiksfabrik, samt "Slottssenap". Driftledaren på fabriken, ingenjör Bruno Knebel, hade tagit med sig receptet på senapen från sitt hemland Tyskland.

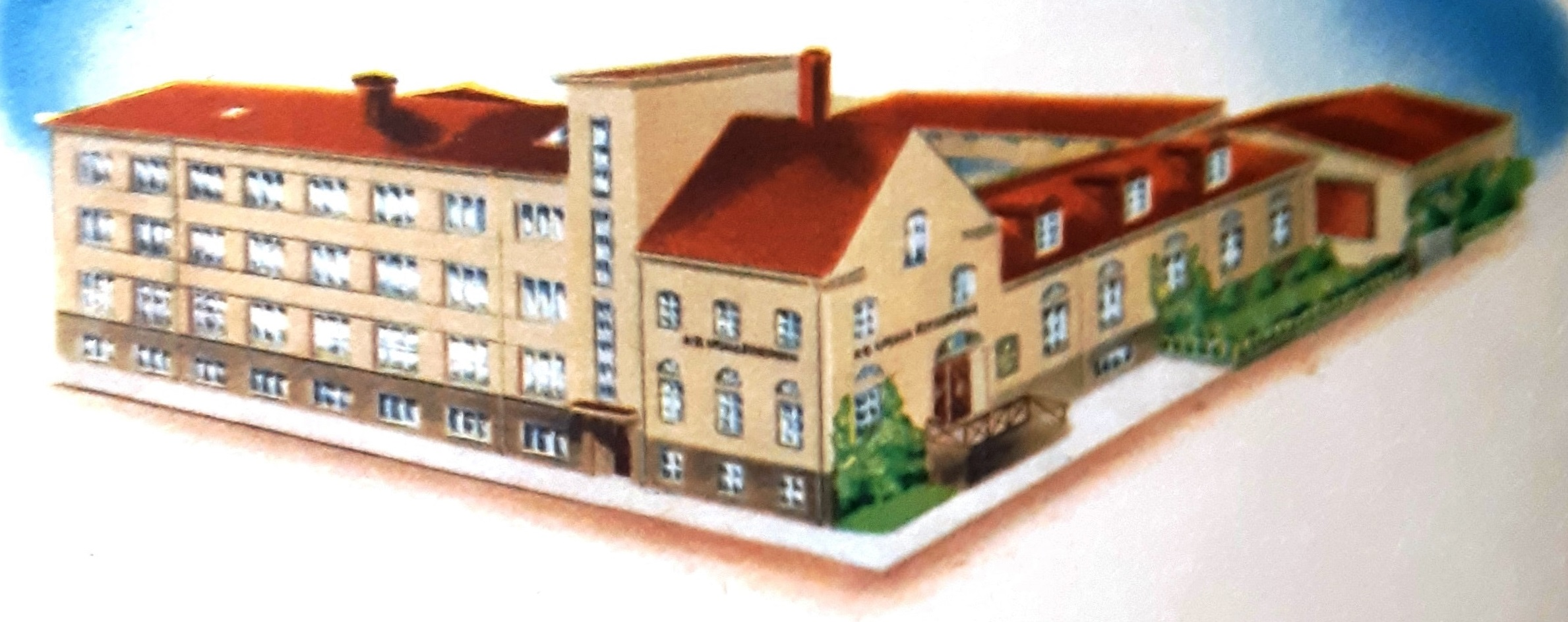
Upsala Ättiksfabrik - fabriken avbildad i en reklambroschyr

Originalreceptet var från 1920. Senapen kom omgående att dominera såväl företagets produktion som försäljning och senare började man också att tillverka ketchup som även den blev mycket populär. 1969 ändrades bolagsnamnet till AB Slotts Industrier. Vid den tidpunkten hade fabriken vid S:t Persgatan redan blivit för liten. En ny fabriksbyggnad på 5 000 kvadratmeter belägen mellan Kungsgatan och järnvägen hade därför byggts till 1967. 

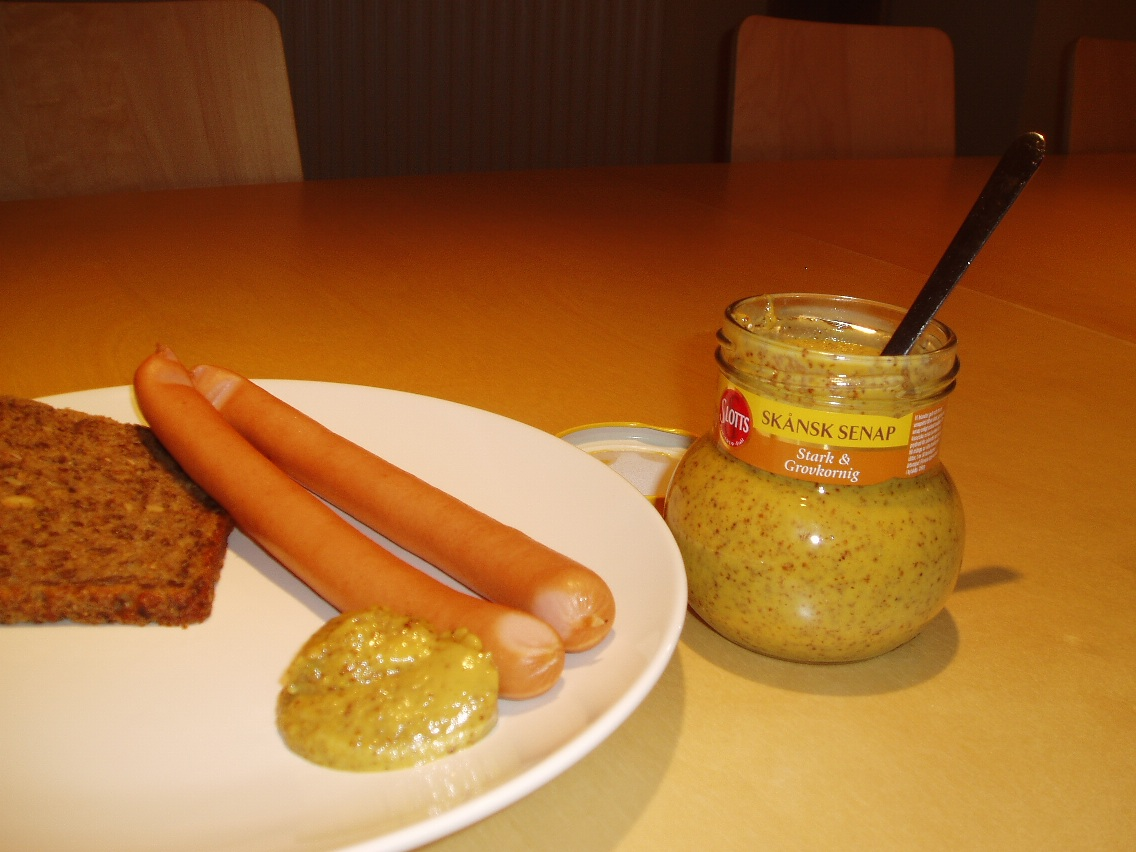
Skånsk senap som bär varumärket Slotts.

Produktionsortimentet utökades ständigt, och bestod bl.a. av "Kungsättika", "Slottssenap", "Slottsketchup" "Start!", "Sunkist", "Remouladsås", "O'boy", "O'hoj", "Gunilla-marmelad", "Slotts-majonnäs", "Slotts tomatpuré", "Slotts chilisås" och "Brio Sallad Dressing". I den nya fabriken skulle i första hand drycker, marmelader med mera tillverkas. VD var Folke Edlund, som tagit över efter sin far Martin Edlunds bortgång 1955. 

### Cadbury och Marabou
Genom ett samgående 1972 mellan Cadbury Schweppes svenska dotterbolag och Slotts Industrier AB bildades Cadbury Slotts AB. Nu tillkom bl.a. kexprodukter i produktionsortimentet. När företaget 1986 blev ett helägt dotterbolag till Marabou AB byttes bolagsnamnet igen, nu till Slotts AB. Årsskiftet 1987/88 flyttade all produktion till den då ombyggda och utökade fabriken vid Kungsgatan. Genom fusioner och ägarbyten kom Slotts AB att ingå i Kraft General Foods från 1993. I samband med detta flyttades administrationen till lokaler i Solna kommun. Produktionen, inköp och personaladministration blev däremot kvar i Uppsala. 

### Kraft och Unilever
1996 upphörde även Slotts AB som företag, då Kraft Foods lät samordna alla sina livsmedelsintressen i Skandinavien i en koncern med namnet Kraft Freia Marabou AB (nuvarande Mondelez International). Fabriken i Uppsala såldes vidare 1999 till Van den Bergh Foods AB, som sedan år 2001 heter Unilever Bestfoods AB. I produktionsenheten i Uppsala (heter i folkmun fortfarande "Slotts"), som ligger på före detta AB Upsala Sidenväveriers tomt vid Kungsgatan, tillverkades fram till 2008 fortfarande bland annat senap och ketchup för Unilever Bestfoods sortiment. 
Unilever Norden bedömde inte Uppsalafabriken som kostnadseffektiv och tillverkningen i Uppsala upphörde under första kvartalet 2008. Produktionen av senapen och ketchupen flyttades till en kontraktstillverkare i Polen. Under hösten 2008 togs lokalerna i Uppsala över av fastighetsföretaget Stendörren som byggde om dem för handels- och kontorsverksamhet. Men slutligen revs anläggningen för att ersättas av bostadsområdet "Senapsfabriken".
I mars 2024 slutade Slotts att tillverka senap i glasburk. Huvudorsaken var besparingar då den ansågs vara för dyr att tillverka. På deras Facebooksida framgår att även klämflaskan i plast omfattades av beslutet. Tillverkningen av senap i tub påverkades inte.